# Короткорылый копьеносец
Короткорылый копьеносец, или индо-тихоокеанский копьеносец, или тихоокеанский копьеносец, или короткорылый марлин, или коротконосая рыба-копьё (лат. Tetrapturus angustirostris) — вид лучепёрых рыб из семейства марлиновых (Istiophoridae).

## Описание
Длина до 1,6—1,9 м, максимально 2,3 м. Масса до 52 кг. Тело продолговатое, сильно сжатое с боков, но относительно низкое. Форма тела и соотношения его частей сильно изменяются с возрастом. Рыло короткое. Чешуя имеет вид зазубренных по краю пластинок. На челюстях и нёбных костях располагаются мелкие зубы. Голова крупная. Хвостовой плавник крупный, с глубоким разделением, его лопасти довольно узкие. На хвостовом стебле имеется 2 киля. Грудной плавник располагается низко, является коротким. Первый спинной плавник берёт начало над задним краем предкрышки. Второй спинной и анальный плавники сходны по своим форме и размеру. Второй анальный плавник сдвинут вперед по отношению к началу второго спинного. Брюшные плавники длиннее грудных. Перепонка первого спинного плавника интенсивного голубого цвета, все другие плавники чёрно-коричневого цвета. На основании анальных плавников идут серебристо-белые полосы. Спина голубого цвета, бока тела коричневые и голубоватые, брюхо серебристо-белое.

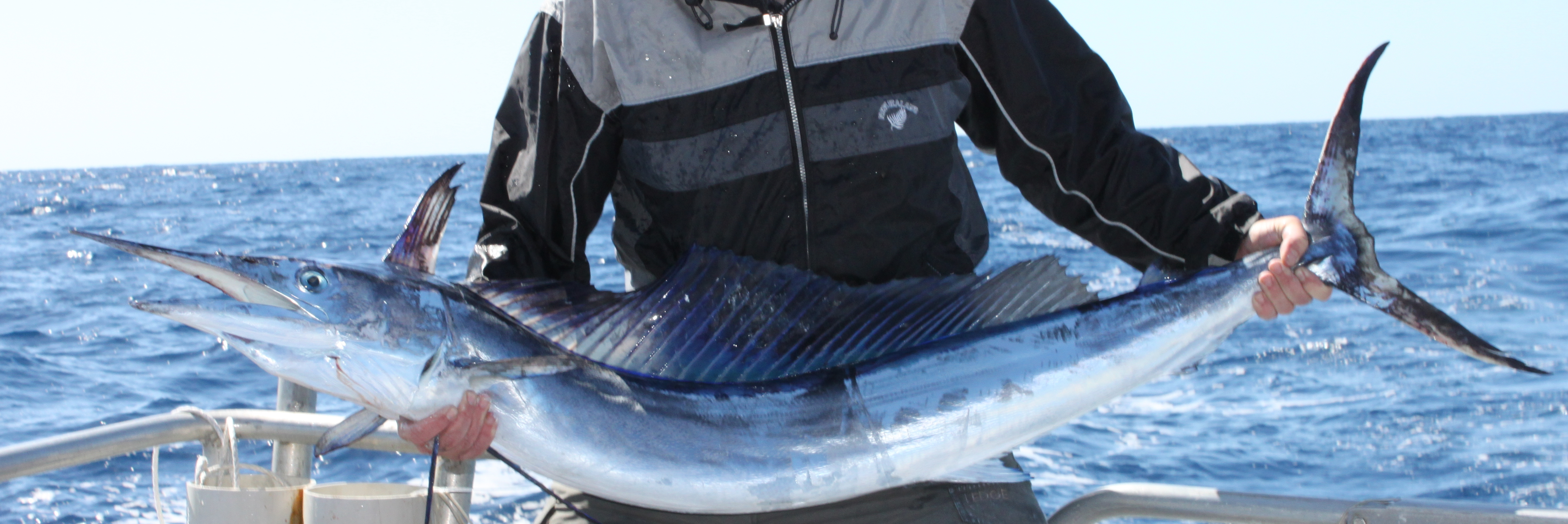

## Ареал
Широко распространены в Индо-Тихоокеанской области. Западная Пацифика: от юга Японии, остров Тайвань (Китай), Гавайские острова до Новой Зеландии. В восточной части Тихого океана встречаются от Калифорнии и Калифорнийского залива до Перу, включая все океанические острова. Распространены также в Индийском океане.

## Биология
Морской пелагический вид. Быстрые, мощные пловцы, преследующие в открытом море стайных рыб.